# Đội tuyển bóng đá quốc gia Oman
Đội tuyển bóng đá quốc gia Oman (tiếng Ả Rập: منتخب عُمان لكرة القدم) là đội tuyển cấp quốc gia của Oman do Hiệp hội bóng đá Oman quản lý.
Đội từng vào 5 kì Cúp bóng đá châu Á trong đó thành tích tốt nhất là lọt vào vòng 16 đội giải năm 2019. Đội từng vô địch Cúp bóng đá vùng Vịnh năm 2009 khi là chủ nhà. Oman từng giành ngôi á quân Cúp bóng đá vùng Vịnh 2007 ở Các Tiểu Vương quốc Ả Rập Thống nhất khi thua đội chủ nhà trong trận chung kết với tỉ số 0-1. Ở cấp độ khu vực, thành tích cao nhất của đội cho đến nay là vị trí thứ ba của giải vô địch bóng đá Tây Á 2012.

## Giải đấu

### Giải vô địch bóng đá thế giới
| Năm           | Thành tích               |
| ------------- | ------------------------ |
| 1930 đến 1982 | Không tham dự            |
| 1986          | Bỏ cuộc                  |
| 1990 đến 2022 | Không vượt qua vòng loại |
| Tổng cộng     |                          |

### Cúp bóng đá châu Á
| Năm           | Thành tích               | GP                       | W                        | D*                       | L                        | GS                       | GA                       |
| ------------- | ------------------------ | ------------------------ | ------------------------ | ------------------------ | ------------------------ | ------------------------ | ------------------------ |
| 1956 đến 1980 | Không tham dự            | Không tham dự            | Không tham dự            | Không tham dự            | Không tham dự            | Không tham dự            | Không tham dự            |
| 1984          | Không vượt qua vòng loại | Không vượt qua vòng loại | Không vượt qua vòng loại | Không vượt qua vòng loại | Không vượt qua vòng loại | Không vượt qua vòng loại | Không vượt qua vòng loại |
| 1988          | Bỏ cuộc                  | Bỏ cuộc                  | Bỏ cuộc                  | Bỏ cuộc                  | Bỏ cuộc                  | Bỏ cuộc                  | Bỏ cuộc                  |
| 1992 đến 2000 | Không vượt qua vòng loại | Không vượt qua vòng loại | Không vượt qua vòng loại | Không vượt qua vòng loại | Không vượt qua vòng loại | Không vượt qua vòng loại | Không vượt qua vòng loại |
| 2004          | Vòng 1                   | 3                        | 1                        | 1                        | 1                        | 4                        | 3                        |
| 2007          | Vòng 1                   | 3                        | 0                        | 2                        | 1                        | 1                        | 3                        |
| 2011          | Không vượt qua vòng loại | Không vượt qua vòng loại | Không vượt qua vòng loại | Không vượt qua vòng loại | Không vượt qua vòng loại | Không vượt qua vòng loại | Không vượt qua vòng loại |
| 2015          | Vòng 1                   | 3                        | 1                        | 0                        | 2                        | 1                        | 5                        |
| 2019          | Vòng 2                   | 4                        | 1                        | 0                        | 3                        | 4                        | 6                        |
| 2023          | Vòng 1                   | 3                        | 0                        | 2                        | 1                        | 2                        | 3                        |
| 2027          | Vượt qua vòng loại       | Vượt qua vòng loại       | Vượt qua vòng loại       | Vượt qua vòng loại       | Vượt qua vòng loại       | Vượt qua vòng loại       | Vượt qua vòng loại       |
| Tổng cộng     | Vòng 2                   | 16                       | 3                        | 5                        | 8                        | 12                       | 20                       |

### Giải vô địch bóng đá Tây Á
- 2000 đến 2007 - Không tham dự
- 2008 - Vòng bảng
- 2010 - Vòng bảng
- 2012 - Hạng ba
- 2014 - Vòng bảng

### Cúp bóng đá vùng Vịnh
| Năm               | Thành tích          | GP            | W             | D*            | L             | GS            | GA            | Hiệu số       |
| 1970 đến 1972     | Không tham dự       | Không tham dự | Không tham dự | Không tham dự | Không tham dự | Không tham dự | Không tham dự | Không tham dự |
| Kuwait 1974       | Hạng 6              | 2             | 0             | 0             | 2             | 0             | 9             | –9            |
| Qatar 1976        | Hạng 7              | 6             | 0             | 1             | 5             | 3             | 21            | –18           |
| Iraq 1979         | Hạng 7              | 6             | 0             | 0             | 6             | 1             | 21            | −20           |
| UAE 1982          | Hạng 6              | 5             | 0             | 0             | 5             | 2             | 15            | −13           |
| Oman 1984         | Hạng 7              | 6             | 0             | 2             | 4             | 3             | 9             | −6            |
| Bahrain 1986      | Hạng 7              | 6             | 0             | 1             | 5             | 4             | 11            | –7            |
| Saudi Arabia 1988 | Hạng 7              | 6             | 1             | 1             | 4             | 3             | 9             | −6            |
| Kuwait 1990       | Hạng 4              | 4             | 0             | 3             | 1             | 4             | 6             | −2            |
| Qatar 1992        | Hạng 6              | 5             | 0             | 0             | 5             | 1             | 10            | –9            |
| UAE 1994          | Hạng 6              | 5             | 0             | 2             | 3             | 4             | 9             | –5            |
| Oman 1996         | Hạng 6              | 5             | 0             | 2             | 3             | 2             | 7             | –5            |
| Bahrain 1998      | Hạng 4              | 5             | 1             | 1             | 3             | 6             | 12            | −6            |
| Saudi Arabia 2002 | Hạng 5              | 5             | 1             | 1             | 3             | 5             | 7             | −2            |
| Kuwait 2003       | Hạng 4              | 6             | 2             | 2             | 2             | 6             | 4             | +2            |
| Qatar 2004        | Á quân              | 5             | 3             | 1             | 1             | 10            | 7             | +3            |
| UAE 2007          | Á quân              | 5             | 4             | 0             | 1             | 7             | 4             | +3            |
| Oman 2009         | Vô địch             | 5             | 3             | 2             | 0             | 7             | 0             | +7            |
| Yemen 2010        | Vòng bảng           | 3             | 0             | 3             | 0             | 1             | 1             | 0             |
| Bahrain 2013      | Vòng bảng           | 3             | 0             | 1             | 2             | 1             | 4             | −3            |
| Saudi Arabia 2014 | Hạng 4              | 5             | 1             | 2             | 2             | 7             | 5             | +2            |
| Kuwait 2017       | Vô địch             | 5             | 3             | 1             | 1             | 4             | 1             | +3            |
| Qatar 2019        | Vòng bảng           | 3             | 1             | 1             | 1             | 3             | 4             | –1            |
| Iraq 2021         | Chưa xác định       | Chưa xác định | Chưa xác định | Chưa xác định | Chưa xác định | Chưa xác định | Chưa xác định | Chưa xác định |
| Tổng cộng         | 22/24 2 lần vô địch | 104           | 19            | 27            | 58            | 81            | 172           | –91           |

### Á vận hội
| Năm           | Thành tích    | GP            | W             | D*            | L             | GS            | GA            |               |
| ------------- | ------------- | ------------- | ------------- | ------------- | ------------- | ------------- | ------------- | ------------- |
| 1951 đến 1978 | Không tham dự | Không tham dự | Không tham dự | Không tham dự | Không tham dự | Không tham dự | Không tham dự | Không tham dự |
| 1982          | Bỏ cuộc       | Bỏ cuộc       | Bỏ cuộc       | Bỏ cuộc       | Bỏ cuộc       | Bỏ cuộc       | Bỏ cuộc       | Bỏ cuộc       |
| 1986 đến 1990 | Không tham dự | Không tham dự | Không tham dự | Không tham dự | Không tham dự | Không tham dự | Không tham dự | Không tham dự |
| 1994          | Hạng 11       | 3             | 1             | 1             | 1             | 4             | 4             |               |
| 1998          | Hạng 11       | 5             | 2             | 1             | 2             | 14            | 13            |               |
| Tổng cộng     | 2/13          | 8             | 3             | 2             | 3             | 18            | 17            |               |

### Đại hội thể thao Ả Rập
| Năm       | Thành tích      | GP            | W             | D*            | L             | GS            | GA            |               |
| --------- | --------------- | ------------- | ------------- | ------------- | ------------- | ------------- | ------------- | ------------- |
| 1953      | Không tham dự   | Không tham dự | Không tham dự | Không tham dự | Không tham dự | Không tham dự | Không tham dự | Không tham dự |
| 1957      | Không tham dự   | Không tham dự | Không tham dự | Không tham dự | Không tham dự | Không tham dự | Không tham dự | Không tham dự |
| 1961      | Không tham dự   | Không tham dự | Không tham dự | Không tham dự | Không tham dự | Không tham dự | Không tham dự | Không tham dự |
| 1965      | Vòng bảng       | 10th          | 4             | 0             | 0             | 4             | 2             |               |
| 1976      | Không tham dự   | Không tham dự | Không tham dự | Không tham dự | Không tham dự | Không tham dự | Không tham dự | Không tham dự |
| 1985      | Không tham dự   | Không tham dự | Không tham dự | Không tham dự | Không tham dự | Không tham dự | Không tham dự | Không tham dự |
| 1997      | Vòng bảng       | 7th           | 3             | 0             | 2             | 1             | 4             |               |
| 1999      | Vòng bảng       | 8th           | 4             | 0             | 2             | 2             | 2             |               |
| 2007      | Không tham dự   | Không tham dự | Không tham dự | Không tham dự | Không tham dự | Không tham dự | Không tham dự | Không tham dự |
| 2011      | Vòng bảng       | 9th           | 2             | 0             | 1             | 1             | 0             |               |
| Tổng cộng | 4 lần vòng bảng | 4/10          | 13            | 0             | 5             | 8             | 8             |               |

### Cúp bóng đá Ả Rập
| Năm       | Thành tích    | GP            | W             | D*            | L             | GS            | GA            |               |
| --------- | ------------- | ------------- | ------------- | ------------- | ------------- | ------------- | ------------- | ------------- |
| 1963      | Không tham dự | Không tham dự | Không tham dự | Không tham dự | Không tham dự | Không tham dự | Không tham dự | Không tham dự |
| 1964      | Không tham dự | Không tham dự | Không tham dự | Không tham dự | Không tham dự | Không tham dự | Không tham dự | Không tham dự |
| 1966      | Vòng bảng     | 3             | 0             | 0             | 3             | 1             | 24            |               |
| 1985      | Không tham dự | Không tham dự | Không tham dự | Không tham dự | Không tham dự | Không tham dự | Không tham dự | Không tham dự |
| 1988      | Không tham dự | Không tham dự | Không tham dự | Không tham dự | Không tham dự | Không tham dự | Không tham dự | Không tham dự |
| 1992      | Không tham dự | Không tham dự | Không tham dự | Không tham dự | Không tham dự | Không tham dự | Không tham dự | Không tham dự |
| 1998      | Bỏ cuộc       | Bỏ cuộc       | Bỏ cuộc       | Bỏ cuộc       | Bỏ cuộc       | Bỏ cuộc       | Bỏ cuộc       | Bỏ cuộc       |
| 2002      | Không tham dự | Không tham dự | Không tham dự | Không tham dự | Không tham dự | Không tham dự | Không tham dự | Không tham dự |
| 2012      | Không tham dự | Không tham dự | Không tham dự | Không tham dự | Không tham dự | Không tham dự | Không tham dự | Không tham dự |
| 2021      | Tứ kết        | 4             | 1             | 1             | 2             | 6             | 5             |               |
| Tổng cộng | 1 lần tứ kết  | 7             | 1             | 1             | 5             | 7             | 29            |               |

## Cầu thủ
- Dưới đây là đội hình triệu tập cho AFC Asian Cup 2023
- Ngày thi đấu: 12 tháng 1 – 10 tháng 2 năm 2024
- Đối thủ:  Ả Rập Xê Út,  Thái Lan và  Kyrgyzstan

Số liệu thống kê tính đến ngày 29 tháng 12 năm 2023 sau trận gặp Trung Quốc.

| Số | VT | Cầu thủ                       | Ngày sinh (tuổi)  | Trận | Bàn | Câu lạc bộ     |
| -- | -- | ----------------------------- | ----------------- | ---- | --- | -------------- |
|    | TM | Faiz Al-Rushaidi (đội trưởng) | 19 tháng 7, 1988  | 67   | 0   | Manama         |
|    | TM | Ibrahim Al-Mukhaini           | 20 tháng 6, 1997  | 21   | 0   | Al-Nahda       |
|    | TM | Ahmed Al-Rawahi               | 5 tháng 5, 1994   | 5    | 0   | Al-Seeb        |
|    | TM | Bilal Al-Balushi              | 29 tháng 5, 1996  | 0    | 0   | Sur            |
|    |    |                               |                   |      |     |                |
|    | HV | Ali Al-Busaidi                | 21 tháng 3, 1991  | 75   | 1   | Al-Seeb        |
|    | HV | Ahmed Al-Khamisi              | 26 tháng 11, 1991 | 35   | 0   | Al-Seeb        |
|    | HV | Khalid Al-Braiki              | 3 tháng 7, 1993   | 31   | 0   | Al-Shabab      |
|    | HV | Fahmi Durbin                  | 10 tháng 10, 1993 | 30   | 0   | Al-Nasr        |
|    | HV | Ahmed Al-Kaabi                | 15 tháng 9, 1996  | 30   | 0   | Al-Nahda       |
|    | HV | Mahmood Al-Mushaifri          | 14 tháng 1, 1993  | 28   | 0   | Al-Suwaiq      |
|    | HV | Juma Al-Habsi                 | 28 tháng 1, 1996  | 27   | 0   | Ibri           |
|    | HV | Amjad Al-Harthi               | 1 tháng 1, 1994   | 25   | 1   | Al-Seeb        |
|    | HV | Abdulaziz Al-Gheilani         | 14 tháng 5, 1995  | 13   | 0   | Al-Nahda       |
|    | HV | Ghanim Al-Habashi             | 4 tháng 8, 1998   | 0    | 0   | Al-Nahda       |
|    |    |                               |                   |      |     |                |
|    | TV | Harib Al-Saadi                | 1 tháng 2, 1990   | 77   | 1   | Al-Nahda       |
|    | TV | Jameel Al-Yahmadi             | 27 tháng 7, 1996  | 58   | 3   | Al Kharaitiyat |
|    | TV | Salaah Al-Yahyaei             | 17 tháng 8, 1998  | 47   | 8   | Al-Seeb        |
|    | TV | Zahir Al-Aghbari              | 28 tháng 5, 1999  | 33   | 0   | Al-Seeb        |
|    | TV | Abdullah Fawaz                | 3 tháng 10, 1996  | 32   | 5   | Al-Nahda       |
|    | TV | Mataz Saleh                   | 28 tháng 5, 1996  | 23   | 3   | Dhofar         |
|    | TV | Arshad Al-Alawi               | 12 tháng 4, 2000  | 30   | 6   | Al-Seeb        |
|    | TV | Musab Al-Mamari               | 22 tháng 1, 2000  | 12   | 0   | Al-Nasr        |
|    | TV | Tamim Al-Balushi              | 3 tháng 11, 1999  | 2    | 0   | Al-Seeb        |
|    | TV | Nasser Al-Rawahi              | 26 tháng 6, 2001  | 0    | 0   | Oman           |
|    |    |                               |                   |      |     |                |
|    | TĐ | Muhsen Al-Ghassani            | 27 tháng 3, 1997  | 45   | 8   | Al-Seeb        |
|    | TĐ | Issam Al-Sabhi                | 1 tháng 5, 1997   | 34   | 8   | Al-Nahda       |
|    | TV | Omar Al-Malki                 | 4 tháng 1, 1994   | 13   | 4   | Al-Nahda       |
|    | TĐ | Abdulrahman Al-Mushaifri      | 28 tháng 11, 1997 | 5    | 0   | Al-Seeb        |
|    | TĐ | Abdullah Al-Mushaifri         |                   | 0    | 0   | Dhofar         |

Bên dưới triệu tập trong vòng 12 tháng qua.
| Vt | Cầu thủ              | Ngày sinh (tuổi) | Số trận | Bt | Câu lạc bộ | Lần cuối triệu tập              |
| -- | -------------------- | ---------------- | ------- | -- | ---------- | ------------------------------- |
| HV | Muhammad Al-Amiri    | 20 tháng 9, 1994 | 6       | 0  | Al-Seeb    | 2023 AFC Asian Cup INJ          |
| HV | Ahed Al-Hudaifi      | 27 tháng 7, 1996 | 0       | 0  | Sur        | v. Kyrgyzstan, 21 November 2023 |
| HV | Ahmed Al-Matrooshi   | 26 tháng 5, 1997 | 2       | 0  | Al-Nahda   | v. Hoa Kỳ, 13 September 2023    |
| HV | Mohammed Al-Musalami | 27 tháng 4, 1990 | 103     | 3  | Al-Seeb    | 25th Arabian Gulf Cup           |
|    |                      |                  |         |    |            |                                 |
| TV | Omar Al-Fazari       | 19 tháng 5, 1993 | 9       | 0  | Al-Seeb    | v. Kyrgyzstan, 21 November 2023 |
| TV | Ali Al-Hinai         | 16 tháng 1, 1998 | 0       | 0  | Al-Nahda   | v. Hoa Kỳ, 13 September 2023    |
|    |                      |                  |         |    |            |                                 |
| TĐ | Khalid Al-Hajri      | 10 tháng 3, 1994 | 41      | 17 | Dhofar     | v. Kyrgyzstan, 21 November 2023 |
| TĐ | Sami Al-Hasani       | 29 tháng 1, 1992 | 10      | 3  | Sur        | v. Kyrgyzstan, 21 November 2023 |
| TĐ | Ahmed Al-Adawi       | 1 tháng 1, 1995  | 0       | 0  | Al-Rustaq  | v. Hoa Kỳ, 13 September 2023    |
| TĐ | Rabia Al-Alawi       | 31 tháng 3, 1995 | 26      | 7  | Al-Nahda   | 25th Arabian Gulf Cup           |

RET: Đã chia tay đội tuyển quốc gia.

## Huấn luyện viên
| Huấn luyện viên             | Từ năm | Đến năm |
| --------------------------- | ------ | ------- |
| Mamadoh Mohammed Al-Khafaji | 1974   | 1976    |
| George Smith                | 1979   | 1979    |
| Hamed El-Dhiab              | 1980   | 1982    |
| Mansaf El-Meliti            | 1982   | 1982    |
| Paulo Heiki                 | 1984   | 1984    |
| Antônio Clemente            | 1986   | 1986    |
| Jorge Vitório               | 1986   | 1988    |
| Karl-Heinz Heddergott       | 1988   | 1989    |
| Bernd Patzke                | 1990   | 1992    |
| Heshmat Mohajerani          | 1992   | 1994    |
| Rashid bin Jaber Al-Yafi’i  | 1995   | 1996    |
| Mahmoud El-Gohary           | 1996   | 1996    |
| Jozef Vengloš               | 1996   | 1997    |
| Valdeir Vieira              | 1998   | 1999    |
| Carlos Alberto Torres       | 2000   | 2001    |
| Bernd Stange                | 2001   | 2001    |
| Milan Máčala                | 2001   | 2001    |
| Rashid bin Jaber Al-Yafi’i  | 2002   | 2002    |
| Milan Máčala                | 2003   | 2005    |
| Srečko Juričić              | 2005   | 2006    |
| Milan Máčala                | 2006   | 2007    |
| Gabriel Calderón            | 2007   | 2008    |
| Julio César Ribas           | 2008   | 2008    |
| Claude de Roy               | 2008   | 2010    |
| Hamad Al-Azani (tạm quyền)  | 2011   |         |